# Gabourey Sidibe
Gabourey Ridley Sidibe (New York, 1983. május 6. –) Oscar-díjra jelölt amerikai színésznő.

## Élete
Sidibe New Yorkban született 1983-ban. Édesapja, Ibnou Sidibe, teherautósofőr, édesanyja, Alice Tan Ridley tanárnő. Mikor Sidibe szülei elváltak, Sidibe az édesanyjával maradt. Alice Ridley helyileg már ismert volt, mert a metróaluljárókon énekelt. Sidibe felbuzdulva anyja zene utáni rajongásán, ő is énekelni kezdett.
Megjelent pár színdarabban apró szerepekkel, miközben főiskolára jelentkezett és elvállalt minden alantas munkát. 2007-ben élete hatalmas fordulatot vett, mikor elnyerte a főszerepet a Precious – A boldogság ára című filmben, amely egy tizenhat éves lányról szól, akit a szülei folyton megaláznak. Sidibe olyan sztárokkal játszott együtt, mint Mariah Carey, Lenny Kravitz és Mo’Nique. A Precious a Sundance Filmfesztiválon debütált, és hatalmas sikert aratott. Sidibe igazi szenzáció lett, alakítását Oscar-díjra és Golden Globe-díjra is jelölték.
A siker után azonban sokan kétségbe vonták, hogy Sidibe ennél többre is fogja vinni, és hogy van-e egyáltalán helye Hollywoodban. Howard Stern amerikai műsorvezető így nyilatkozott róla egy rádióadásán: „Megtermett, kövér, fekete dáma, annyi szent. Van-e olyan film, aminek rá van szüksége?” 
 Whoopi Goldberg vette az ifjú színésznőt védelmébe, és rámutatott, hogy Sidibe már két újabb filmet forgat és állandó szerepe van egy tévésorozatban. „Hogy kövérnek tartják, rendben van. De azért legyünk tisztába a tényekkel, emberek.” – mondta Goldberg a View talkshow-ban.
A Precious után Sidibe számos felkérést kapott televíziós sorozatokba. Együtt játszott Laura Linneyvel a Big C (2010-13) című vígjáték sorozatban, majd 2014-ben részt vett az Amerikai Horror Story harmadik évadjában egy boszorkány, Queenie szerepével, amit megismételt 2016-ban. A sorozat negyedik, ötödik és nyolcadik évadjában is felbukkant, mint Regina Ross, titkárnő. 2015 óta az Empire című tévésorozat állandó tagja volt, mint Becky Williams. Az Empire 2017-ben befejeződött, de 2018-ban bejelentették, hogy új évad készül.
2017 májusában Sidibe megírta könyvben saját gondolatait és érzéseit, kifejtette, milyen hatással volt rá az a műtéti beavatkozás, amellyel sikeresen az egészséges életmódra válthatott: „A sebész azt mondta, a felére kurtítaná a gyomorfalamat. Így nem leszek mindig farkaséhes. Ez a beavatkozás új üzenetet sugározna az agynak, és jobban kívánnám azt, ami egészséges” – írja könyvében. – „Belementem, hogy kényelmesen mozoghassak magas sarkúban. Nem akarok örökké úgy lépcsőket mászni, hogy fáj mindenem.”

## Filmográfia

### Film
| Év   | Magyar cím                    | Eredeti cím                     | Szerep                     | Magyar hang       |
| ---- | ----------------------------- | ------------------------------- | -------------------------- | ----------------- |
| 2009 | Precious – A boldogság ára    | Precious                        | Claireece "Precious" Jones | Parti Nóra        |
| 2011 |                               | Yelling to the Sky              | Latonya Williams           | –                 |
| 2011 | Hogyan lopjunk felhőkarcolót? | Tower Heist                     | Odessa Montero             | Nemes Takách Kata |
| 2012 | A hét pszichopata és a si-cu  | Seven Psychopaths               | Sharice                    | Némedi Mari       |
| 2014 |                               | White Bird in a Blizzard        | Beth                       | –                 |
| 2014 |                               | Life Partners                   | Jen                        | –                 |
| 2014 | Az öt kedvenc                 | Top Five                        | Önmaga (cameoszerep)       | –                 |
| 2015 |                               | Gravy                           | Winketta                   | –                 |
| 2016 | Agyas és agyatlan             | Grimsby                         | Banu, a takarítónő         | Bánfalvi Eszter   |
| 2019 |                               | Come as You Are                 | Sam                        |                   |
| 2020 | Antebellum: A kiválasztott    | Antebellum                      | Dawn                       | Kocsis Mariann    |
| 2021 |                               | Asking For It                   | Rudy                       |                   |
| 2022 |                               | All I Didn't Want For Christmas | Emily Harris               |                   |

### Televízió
| Év      | Cím                                      | Szerep                            | Magyar hang     |
| ------- | ---------------------------------------- | --------------------------------- | --------------- |
| 2010–13 | The Big C                                | Andrea Jackson                    | –               |
| 2011    | Glenn Martin DDS                         | Keisha (hangja) (egy epizód)      | –               |
| 2011    | Amerikai fater                           | bulizó lány (hangja) (egy epizód) | –               |
| 2013–18 | Amerikai Horror Story                    | Queenie Regina Ross               | Szilágyi Csenge |
| 2015    | The Walker                               | ?                                 | –               |
| 2015–20 | Empire                                   | Becky Williams                    | ?               |
| 2015–17 | Difficult People                         | Denise                            | –               |
| 2016    | Brad Neely's Harg Nallin' Sclopio Peepio | különböző szerepek (10 epizód)    | –               |
| 2016    | Tömény történelem                        | Ella Fitzgerald                   | ?               |
| 2017    | BoJack Horseman                          | Tamara hangja (egy epizód)        | –               |
| 2017    | Doc McStuffins                           | Hilary Mole hangja (egy epizód)   |                 |
| 2021    | If I Go Missing the Witches Did It       | Jenna (9 epizód)                  |                 |
| 2021    | The Harper House                         | Shauna Bradley hangja (7 epizód)  |                 |
| 2021    | Santa Inc.                               | Goldie hangja (8 epizód)          |                 |
| 2022    | Amerikai Horror Story                    | Jaslyn Taylor (egy epizód)        |                 |
| 2022    | The Prank Panel                          | ?                                 |                 |

## Díjak és jelölések
| Év   | Film                         | Díj                                                                                      | Eredmény      |
| ---- | ---------------------------- | ---------------------------------------------------------------------------------------- | ------------- |
| 2009 | Precious – A boldogság ára   | Alliance of Women Film Journalists: Legjobb női főszereplő                               | Jelölve       |
| 2009 | Precious – A boldogság ára   | Alliance of Women Film Journalists: Bátor szereplés                                      | Jelölve       |
| 2009 | Precious – A boldogság ára   | Alliance of Women Film Journalists: Legjobb feltörekvő színész                           | Jelölve       |
| 2009 | Precious – A boldogság ára   | ACCA: Legjobb női főszereplő                                                             | Jelölve       |
| 2009 | Precious – A boldogság ára   | Boston Society of Film Critics Awards: Legjobb női főszereplő                            | Második hely  |
| 2009 | Precious – A boldogság ára   | Boston Society of Film Critics Award: Legjobb színtársulat                               | Elnyerte      |
| 2009 | Precious – A boldogság ára   | CFCA Award: Legjobb női főszereplő                                                       | Jelölve       |
| 2009 | Precious – A boldogság ára   | CFCA Award: Ígéretes előadó                                                              | Jelölve       |
| 2009 | Precious – A boldogság ára   | Chicagói Nemzetközi Filmfesztivál: Legjobb feltörekvő színész                            | Elnyerte      |
| 2009 | Precious – A boldogság ára   | Dallas–Fort Worth Film Critics Association: Legjobb női főszereplő                       | Harmadik hely |
| 2009 | Precious – A boldogság ára   | Detroit Film Critics Society: Legjobb női főszereplő                                     | Elnyerte      |
| 2009 | Precious – A boldogság ára   | Detroit Film Critics Society: Legjobb feltörekvő színész                                 | Elnyerte      |
| 2009 | Precious – A boldogság ára   | Florida Film Critics Circle Award: Legjobb női főszereplő                                | Elnyerte      |
| 2009 | Precious – A boldogság ára   | Florida Film Critics Circle Award: Legjobb feltörekvő színész                            | Elnyerte      |
| 2009 | Precious – A boldogság ára   | Golden Schmoes Awards: Az év színésznője                                                 | Jelölve       |
| 2009 | Precious – A boldogság ára   | Hollywood Film Awards: New Hollywood                                                     | Elnyerte      |
| 2009 | Precious – A boldogság ára   | Houston Film Critics Society Awards: Legjobb női főszereplő                              | Jelölve       |
| 2009 | Precious – A boldogság ára   | Indiewire Critics' Poll: Legjobb női főszereplő                                          | Jelölve       |
| 2009 | Precious – A boldogság ára   | Internet Film Critic Society: Legjobb női főszereplő                                     | Elnyerte      |
| 2009 | Precious – A boldogság ára   | Las Vegas Film Critics Society Awards: Sierra-díj – Legjobb női főszereplő               | Elnyerte      |
| 2009 | Precious – A boldogság ára   | National Board of Review, USA: Legjobb feltörekvő színész                                | Elnyerte      |
| 2009 | Precious – A boldogság ára   | Phoenix Film Critics Society Awards: Legjobb feltörekvő színész                          | Elnyerte      |
| 2009 | Precious – A boldogság ára   | Southeastern Film Critics Association Awards: Legjobb női főszereplő                     | Második hely  |
| 2009 | Precious – A boldogság ára   | St. Louis Film Critics Association Awards: Legjobb női főszereplő                        | Jelölve       |
| 2009 | Precious – A boldogság ára   | Village Voice Film Poll: Legjobb női főszereplő                                          | Jelölve       |
| 2009 | Precious – A boldogság ára   | Washington D.C. Area Film Critics Association Awards: Legjobb női főszereplő             | Jelölve       |
| 2009 | Precious – A boldogság ára   | Washington D.C. Area Film Critics Association Awards: Legjobb feltörekvő színésznő       | Elnyerte      |
| 2009 | Precious – A boldogság ára   | Washington D.C. Area Film Critics Association Awards: Legjobb színtársulat               | Jelölve       |
| 2009 | Precious – A boldogság ára   | Women Film Critics Circle Awards: Legjobb fiatal színésznő                               | Elnyerte      |
| 2010 | Precious – A boldogság ára   | Oscar-díj a legjobb női főszereplőnek                                                    | Jelölve       |
| 2010 | Precious – A boldogság ára   | BAFTA-díj a legjobb női főszereplőnek                                                    | Jelölve       |
| 2010 | Precious – A boldogság ára   | BET Awards: Legjobb női főszereplő                                                       | Jelölve       |
| 2010 | Precious – A boldogság ára   | Black Reel Awards: Legjobb női főszereplő                                                | Elnyerte      |
| 2010 | Precious – A boldogság ára   | Black Reel Awards: Legjobb feltörekvő színésznő                                          | Elnyerte      |
| 2010 | Precious – A boldogság ára   | Broadcast Film Critics Association Awards: Legjobb női főszereplő                        | Jelölve       |
| 2010 | Precious – A boldogság ára   | Chlotrudis Award: Legjobb női főszereplő                                                 | Elnyerte      |
| 2010 | Precious – A boldogság ára   | GALECA: Dorian-díj – Az év előadója                                                      | Jelölve       |
| 2010 | Precious – A boldogság ára   | GALECA: Dorian-díj – Az év felfedezettje                                                 | Elnyerte      |
| 2010 | Precious – A boldogság ára   | Golden Globe-díj a legjobb női főszereplőnek – filmdráma                                 | Jelölve       |
| 2010 | Precious – A boldogság ára   | Gold Derby Award: Legjobb női főszereplő                                                 | Jelölve       |
| 2010 | Precious – A boldogság ára   | Gold Derby Award: Legjobb színtársulat                                                   | Jelölve       |
| 2010 | Precious – A boldogság ára   | Independent Spirit Awards: Legjobb női főszereplő                                        | Elnyerte      |
| 2010 | Precious – A boldogság ára   | International Cinephile Society Award: Legjobb női főszereplő                            | Jelölve       |
| 2010 | Precious – A boldogság ára   | Iowa Film Critics Awards: Legjobb női főszereplő                                         | Elnyerte      |
| 2010 | Precious – A boldogság ára   | Las Vegas Film Critics Society Awards: Legjobb női főszereplő                            | Elnyerte      |
| 2010 | Precious – A boldogság ára   | MTV Movie Awards: Legjobb feltörekvő színésznő                                           | Jelölve       |
| 2010 | Precious – A boldogság ára   | Image Awards: Legjobb női főszereplő                                                     | Elnyerte      |
| 2010 | Precious – A boldogság ára   | Online Film & Television Association: Legjobb női főszereplő                             | Jelölve       |
| 2010 | Precious – A boldogság ára   | Online Film & Television Association: Legjobb feltörekvő színésznő                       | Jelölve       |
| 2010 | Precious – A boldogság ára   | Online Film Critics Society Awards: Legjobb női főszereplő                               | Jelölve       |
| 2010 | Precious – A boldogság ára   | Santa Barbara Nemzetközi Filmfesztivál: Virtuoso-díj                                     | Elnyerte      |
| 2010 | Precious – A boldogság ára   | Satellite Awards: Ígéretes színésznő                                                     | Elnyerte      |
| 2010 | Precious – A boldogság ára   | Screen Actors Guild Awards: Legjobb színtársulat                                         | Jelölve       |
| 2010 | Precious – A boldogság ára   | Screen Actors Guild Awards: Legjobb női főszereplő                                       | Jelölve       |
| 2010 | Precious – A boldogság ára   | Vancouver Film Critics: Legjobb női főszereplő                                           | Jelölve       |
| 2011 | Precious – A boldogság ára   | CinEuphoria Awards: Legjobb női főszereplő (Közönségdíj)                                 | Elnyerte      |
| 2011 | Precious – A boldogság ára   | CinEuphoria Awards: Legjobb páros (megosztva Mo'Nique-kal)                               | Elnyerte      |
| 2012 | A hét pszichopata és a si-cu | Boston Society of Film Critics Awards: Legjobb színtársulat                              | Elnyerte      |
| 2012 | A hét pszichopata és a si-cu | Dallas Nemzetközi Filmfesztivál: Dallas Star                                             | Elnyerte      |
| 2012 | A hét pszichopata és a si-cu | San Diego Film Critics Society Awards: Legjobb színtársulat                              | Elnyerte      |
| 2012 | The Big C                    | Image Award: Legjobb női mellékszereplő (vígjáték sorozat)                               | Jelölve       |
| 2013 | The Big C                    | Image Award: Legjobb női mellékszereplő (vígjáték sorozat)                               | Jelölve       |
| 2014 | Amerikai Horror Story        | Image Award: Legjobb női főszereplő (tévéfilm, minisorozat)                              | Jelölve       |
| 2014 | Amerikai Horror Story        | Online Film & Television Association: Legjobb női mellékszereplő (tévéfilm, minisorozat) | Jelölve       |
| 2015 | Empire                       | Teen Choice Award: Chemistry                                                             | Jelölve       |